# Bazar de las Especias

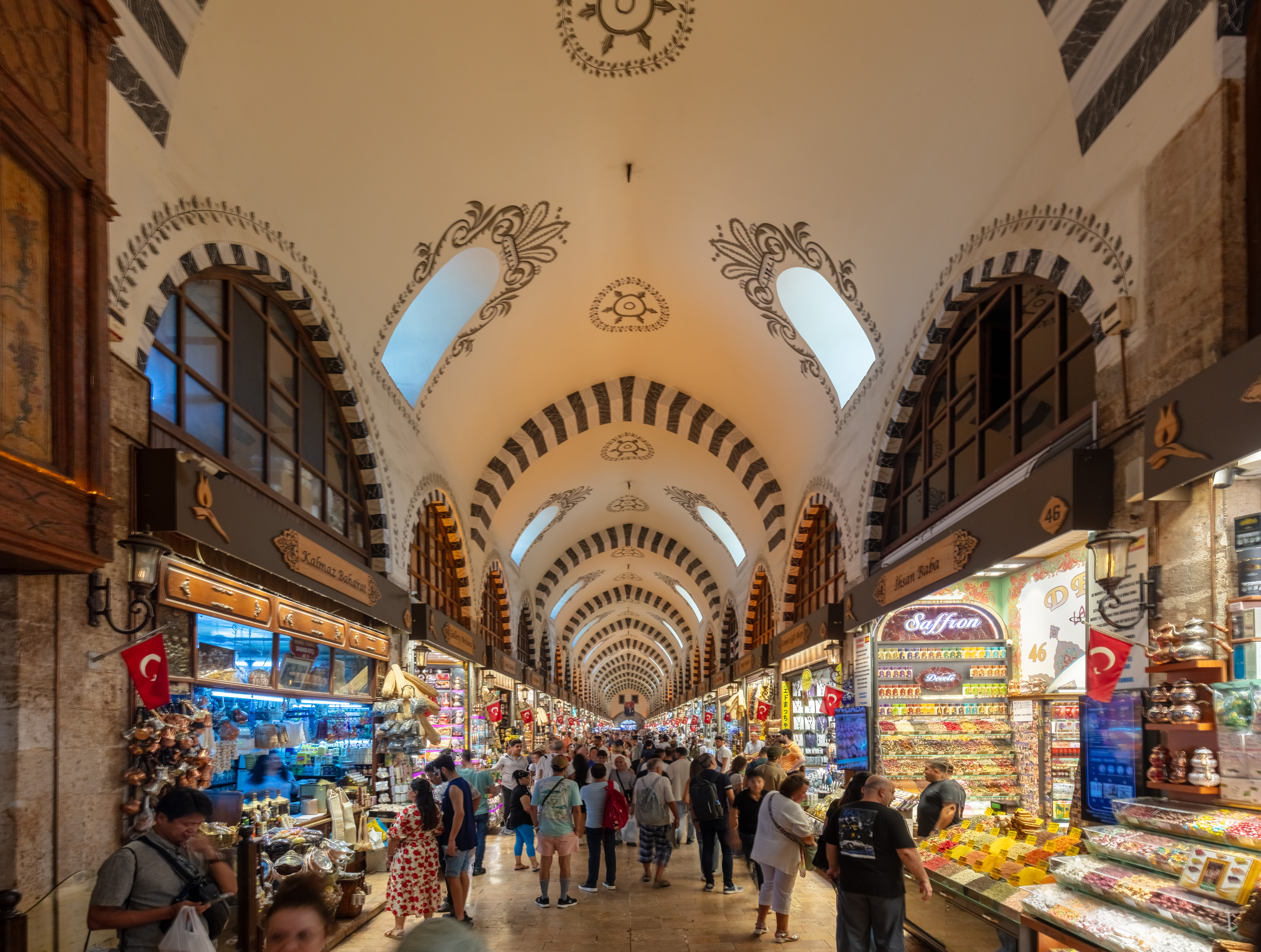
Bazar de las Especias.

El Bazar de las Especias de la ciudad Estambul (Turquía), denominado en idioma turco como Mısır Çarşısı ("mısır" en turco tiene un doble significado; Egipto y cereal) es uno de los más antiguos bazares de la ciudad. Se encuentra ubicado en el barrio de Eminönü. Es el segundo bazar cubierto más grande tras el Gran Bazar. 
Existen diferentes fuentes históricas que dan cuenta de los orígenes del nombre del bazar: debido a la existencia de diversas especias de Oriente se denominó 'Bazar egipcio', otra versión es que antiguamente, en el periodo bizantino, se hacía abundante comercio de cereales. 
Fue realizado entre los años 1663 y 1664 por orden del sultán Turhan. Fue diseñado por el jefe de la corte de arquitectos Koca Kasım Ağa, pero completado por el arquitecto Mustafa en el año 1664. El bazar forma parte del complejo de la mezquita Yeni Camii además de una línea de tiendas, un cementerio, dos fuentes y una escuela.
Tiene forma de "L" con el lado corto, que mide 120 metros, perpendicular a la mezquita y el lado largo de 150 metros paralelo a ella. En la parte corta hay 46 tiendas, 23 en cada lado y en el lado largo hay 36 tiendas, 18 a cada lado con otras seis tiendas en el centro. Un total de 88 tiendas. 